# Частинка Oh-My-God
Частинка Oh-My-God (англ. «О-Мій-Боже») — космічний промінь надвисокої енергії, зареєстрований 15 жовтня 1991 року камерою Fly's Eye на полігоні Дангвей, штат Юта, США. Станом на 2023 рік це космічний промінь з найвищою енергією, який коли-небудь спостерігався. Його енергію оцінили як (3,2 ± 0,9)·1020 еВ (320 млн. ТеВ). Енергія частинки була неочікуваною і поставила під сумнів теорії того часу про походження та поширення космічних променів.

## Швидкість
Невідомо, що це була за частинка, але більшість космічних променів — це протони. Якщо {\displaystyle m_{p}} — маса спокою частинки, а {\displaystyle E_{K}} — її кінетична енергія (перевищення енергії над енергією спокою), то швидкість частинки дорівнює швидкості світла, помноженій на {\displaystyle {\sqrt {1-(m_{p}c^{2}/(E_{K}+m_{p}c^{2}))^{2}}}}. Припустимо, що це був протон, для якого {\displaystyle m_{p}c^{2}} є 938 МеВ. Тоді він рухався зі швидкістю світла, помноженою на 0.9999999999999999999999951, його коефіцієнт Лоренца був 3.2·1011, а стрімкість становила 27.1. Якби фотон рухався поряд з такою частинкою, то знадобилось би понад 215 тис. років, щоб фотон випередив частинку на 1 см (у лабораторній системі відліку). Через спеціальну теорію відносності такий протон відчуває екстремально сильне релятивістське уповільнення часу, так що рух від видимого нами краю Всесвіту до Землі зайняв би всього 19 днів у системі відліку, пов'язаній з протоном.

## Енергія зіткнення
Енергія цієї частинки приблизно у 40 мільйонів разів більша, ніж найвища енергія протонів, будь-коли досягнута в земних прискорювачах елементарних частинок. Однак в ході зіткнення з ядром в земній атмосфері лише мала частина цієї енергії була доступна для ядерних реакцій, натомість як більша частина енергії залишилась в кінетичній енергії центру мас продуктів реакції. Якщо {\displaystyle m_{t}} — маса ядра-мішені, то доступна для такого зіткнення енергія
{\displaystyle \ {\sqrt {2\ E_{K}\ m_{t}\ c^{2}+(m_{p}+m_{t})^{2}c^{4}}}-(m_{p}+m_{t})c^{2}}
що для великих {\displaystyle E_{K}} становить приблизно
{\displaystyle \ {\sqrt {2\ E_{K}\ m_{t}\ c^{2}}}.}
Для частинки, яка зіштовхується з ядром азоту, це дає 2900 ТеВ, що приблизно в 200 разів перевищує найвищу енергію зіткнення Великого адронного колайдера, в якому стикаються дві частинки високих енергій, що рухаються в протилежних напрямках. Таким чином, у системі відліку центру мас (яка рухається майже зі швидкістю світла відносно лабораторної системи відліку) продукти зіткнення мали енергію близько 2900 ТеВ — достатньо для перетворення ядра на багато частинок, які розлітаються майже зі швидкістю світла навіть у цій системі відліку. Як і з іншими космічними променями, це породило каскад релятивістських частинок, оскільки частинки взаємодіяли з іншими ядрами в атмосфері.

## Масштаб енергії
Енергію частинки Oh-My-God оцінили як (3,2 ± 0,9)·1020 еВ, або 51±14 Дж. Ця енергія еквівалентна кінетичній енергії 142-грамового бейсбольного м'яча, що летить зі швидкістю 100 км/год. Вона в 1020 разів вища за енергію фотонів видимого світла і в Координати:  5г 40м 48с, +48° 0′ 0″20 мільйонів разів вища, ніж рекордна на свій час енергія високоенергетичного гамма-кванта 1997 року від блазара Маркарян 501.
Хоча енергія частинки була вищою, ніж будь-що, досягнуте на земних прискорювачах, вона все ще у 40 мільйонів разів менша за планківську енергію, на якій очікується екзотична фізика. Протон з планківською енергією рухався б у 1,7·1015 разів ближче до швидкості світла, ніж частинка Oh-My-God.

## Пізніші подібні події
Після частинки Oh-My-God були зареєстровані сотні подій з енергіями частинок 5,7·1019 еВ і вище, підтверджуючи, що реєстрація частинки Oh-My-God не була помилкою. Ці надвисокоенергетичні частинки космічного випромінювання дуже рідкісні, а енергія більшості частинок космічного випромінювання лежить між 107 і 1010 еВ.
Дослідження з використанням Telescope Array Project припустили, що джерело таких частинок лежить у межах «теплої плями» радіусом 20 градусів в напрямку сузір'я Великої Ведмедиці.